# Rincón de los Tres Picos
Rincón de los Tres Picos (en inglés: Picos) es el nombre que recibe un sector del extremo noroeste de la isla Soledad del archipiélago de las Malvinas, que según la Organización de las Naciones Unidas (ONU), está en litigio de soberanía entre el Reino Unido, quien la administra como parte del territorio británico de ultramar de las Malvinas, y la Argentina, quien reclama su devolución, y la integra en el departamento Islas del Atlántico Sur de la provincia de Tierra del Fuego, Antártida e Islas del Atlántico Sur.
Este sector está rodeado por tres colinas notables innominadas, la más elevada de 168 m s. n. m., y en su interior contiene al riacho Colón que desemboca en aguas de la bahía del Medio ubicada al noroeste. En sus inmediaciones se encuentra la laguna Paloma situada al oeste y el asentamiento de Puerto San Carlos que está al sur.
Como la mayoría de los topónimos malvinenses, su nombre es de origen español, y es meramente descriptivo.